# Museo storico militare Brigata Catanzaro
Il Museo storico militare Brigata Catanzaro (abbreviato in MUSMI) è un museo ubicato nel comune di Catanzaro, precisamente nel Parco della Biodiversità mediterranea; è un museo specialistico dedicato alla Brigata Catanzaro che custodisce armi, divise, documenti e altri cimeli utilizzati nelle varie guerre dal periodo napoleonico alla seconda guerra mondiale.

## Struttura
È costruito su due livelli ognuno dei quali relativo a vari epoche storiche:
- Al piano terra sono presenti armi e cimeli relativi al periodo napoleonico e risorgimentale;
- Il primo piano ospita, invece, armi e cimeli risalenti ai principali conflitti bellici del Novecento, oltre alla riproduzione di una trincea e di un ospedale da campo;

## Armi
Il MUSMI annovera, tra le armi in esposizione, una interessante collezione di fucili Vetterli del 1870, un Brown Bess del XIX secolo e alcune tra le più celebri armi utilizzate dagli eserciti europei nel Novecento. Sono presenti, inoltre, fucili, sciabole, daghe e coltelli prodotti dalle Reali Ferriere di Mongiana Fabbrica d'armi di Mongiana.

## Onorificenze
Il Museo conserva varie onorificenze e decorazioni tra cui la prestigiosa Legion d'Onore, di epoca napoleonica, e la coeva insegna della Corona di ferro.

## Manifesti
Nella collezione si distinguono soprattutto i manifesti della propaganda fascista.

## Uniformi
Da segnalare, tra le numerose divise custodite all'interno del MUSMI: le divise dei cavalleggeri della Maison-Rouge, e quelle della Garde Nationale; un'uniforme degli Ussari di Piacenza; la divisa degli Arditi e quella dei soldati della Brigata Catanzaro; la divisa da cerimonia del Prefetto e deputato Edoardo Salerno; un'uniforme da Balilla; la tenuta estiva prescritta al personale civile dello Stato; la divisa di un Legionario di Spagna e quella di un soldato dell'Afrika Korps, con casco tropicale, scarpe e occhiali antisabbia; le divise di due paracadutisti schierati su fronti opposti (R.S.I. e Regno del Sud).

## Modellini
È di particolare interesse la costruzione  ricostruzione in diorama (scala 1:32) di una carica di cavalleria decisiva nella battaglia di Waterloo.
Un altro plastico (scala 1:32) storicamente accurato ricostruisce un'importante fase della Battaglia di Maida del 4 luglio 1806 tra francesi e inglesi, i quali per la prima volta sconfissero sul campo le truppe napoleoniche grazie all'impiego di una nuova tipologia di schieramento. A Londra questa celebre battaglia è stata celebrata dando il nome ad un quartiere e alla relativa stazione della metropolitana Maida Vale.

## La guerra quotidiana
Il Museo conserva varie testimonianza di vita quotidiana: riviste d'epoca, lettere, documenti privati e oggetti di uso comune riconducibili tanto alla vita civile quanto alla vita sotto le armi.